# Anja Siegers
Anja Siegers (* 13. Oktober 1966) ist eine deutsche Fußballtrainerin und ehemalige Fußballspielerin.

## Karriere

### Spielerin
Die Stürmerin begann ihre Karriere beim VfB Alstätte in Ahaus und wechselte im Jahre 1990 zum VfB Rheine. Zwei Jahre später rückte sie in die Bundesligamannschaft des VfB Rheine auf. Der Verein fusionierte im Jahre 1994 mit der SG Eintracht Rheine. Drei Jahre später erreichte Siegers mit ihrer Mannschaft das Finale um den DFB-Pokal, das gegen Grün-Weiß Brauweiler mit 1:3 verloren wurde. Ein Jahr später spaltete sich die Frauenfußballabteilung des FC Eintracht Rheine als FFC Heike Rheine ab. Unter diesem Namen stieg die Mannschaft am Saisonende 1998/99 aus der Bundesliga ab und schaffte nach einjähriger Abstinenz die Rückkehr in diese. Im Jahre 2007 beendete Siegers ihre Fußballerkarriere.

### Trainerin
Im September 2008 übernahm Siegers den Trainerposten beim Südlohner Westfalenligisten FC Oeding. Nach vier Jahren in Oeding wechselte sie im Sommer 2012 zu Germania Hauenhorst aus Rheine, der gerade in die Regionalliga West aufgestiegen war. Nur aufgrund der schlechteren Tordifferenz stieg die Mannschaft nach nur einer Saison wieder ab. Ein Jahr später führte Siegers die Germania zum Westfalenpokalsieg und die Qualifikation für den DFB-Pokal.

## Sonstiges
Die in Gronau wohnende Anja Siegers ist hauptberuflich als selbständige Rollladen- und Jalousienbauerin tätig.